# Hositea cyanops
Hositea cyanops là một loài bướm đêm trong họ Crambidae.